# Suzanne paa Eventyr
Suzanne paa Eventyr er en amerikansk stumfilm fra 1919 af Clarence G. Badger.

## Medvirkende
- Madge Kennedy - Susan Burbridge
- Wallace MacDonald - Jimmy Dawson
- Alfred Hollingsworth - Pa Burbridge
- Anna Hernandez - Ma Burbridge
- Walter Hiers - Horace Peddingham